# Cabaletta
Cabaletta (franzouzsky cavalette, v italštině cobbola) je termín pro formu árie nebo pro závěrečnou větu v árii.
V 18. století byla cabaletta krátká jednoduchá árie, složená z jedné sloky. Od počátku 19. století pak cabaletta tvořila v italské opeře finále árie (jako cavatina) nebo také finále duetu. Zatímco první věta (často označovaná jako cantabile) se drží v mírnějčím tempu, cabaletta má zakončení stretto, tedy rychlejší a pro vokální party virtuóznější, zatímco orchestr opakuje úsečný rytmus. Příklad cabaletty se objevuje v árii Violety v I. dějství Giuseppe Verdiho opery La traviata (1853).